# Danabek Suzhanov
Danabek Suzhanov est un boxeur kazakh né le 26 décembre 1984 à Öskemen.

## Carrière
Sa carrière amateur est marquée par une médaille de bronze remportée aux Jeux asiatiques de Canton en 2010 dans la catégorie des poids moyens. Qualifié pour les Jeux olympiques de Londres en 2012, il est éliminé dès le premier tour par l'indien  Vijender Singh.

### Boxe amateur auxJeux asiatiques
- Médaille de bronze en -75 kg en 2010 à Canton, Chine